# Platycerium mentelosii
Platycerium mentelosii är en stensöteväxtart som beskrevs av Hoshizaki. Platycerium mentelosii ingår i släktet Platycerium och familjen Polypodiaceae. Inga underarter finns listade.